# Gyáli úti Posta telep
A Gyáli úti Posta telep egy nagyobb budapesti épületegyüttes, amely ma már nem eredeti funkciójában üzemel.

## Története
A 20. század elején, 1910 körül épült fel a Magyar Posta épületkomplexuma a Gyáli út 18-22. szám alatt. A területet egyéb oldalról a Ferencváros vasútállomás vágányai, a Gyáli úti felüljáró, illetve a Gyáli útból nyíló kis zsák utca, a Zombori utca határolja.
A létesítmény Magyar Királyi Posta- és Távirda telepe néven jelenik egy 1912-es térképen.
Az épületek tervezője Fleischl Róbert volt, kivéve az anyagszertár csarnoka esetében: ezt Barát Béla és Novák Ede tervezte 1924–1925-ben.
A létesítmény területén alakították ki a Posta Kísérleti Állomást (ma már nem működik). Másik épületében a Puskás Tivadar Távközlési és Informatikai Technikum működik. A többi épületet napjainkban már nem a posta használja, hanem különböző kisebb vállalkozások.
A létesítmény fő bejárata a Gyáli útról, a Gyáli úti aluljáró felől nyílik. Iparvágány kapcsolata Ferencváros vasútállomás vágányai felé van, a Gyáli úti felüljáró alatti részen (az iparvágány használaton kívül áll).

## Képtár

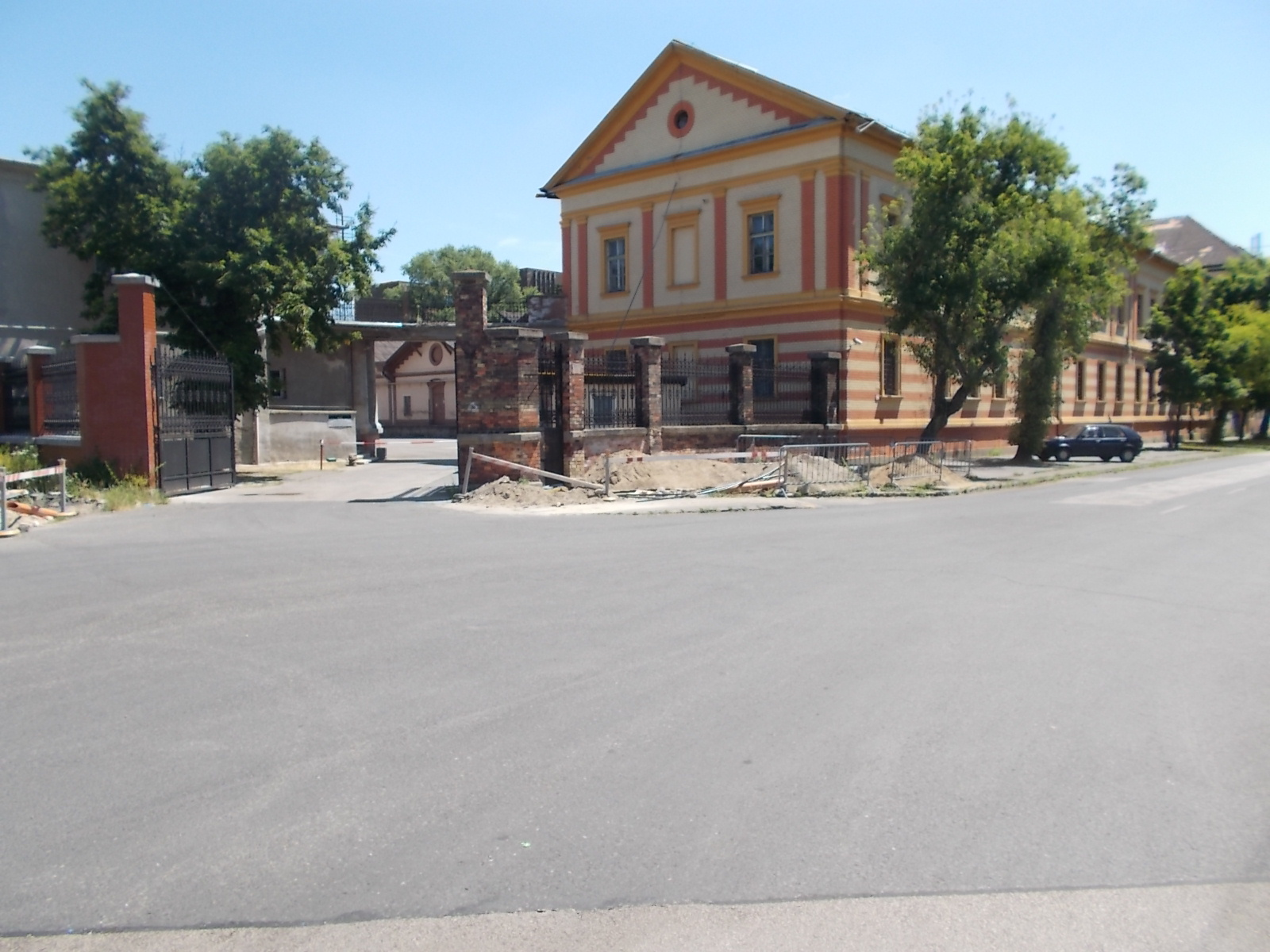
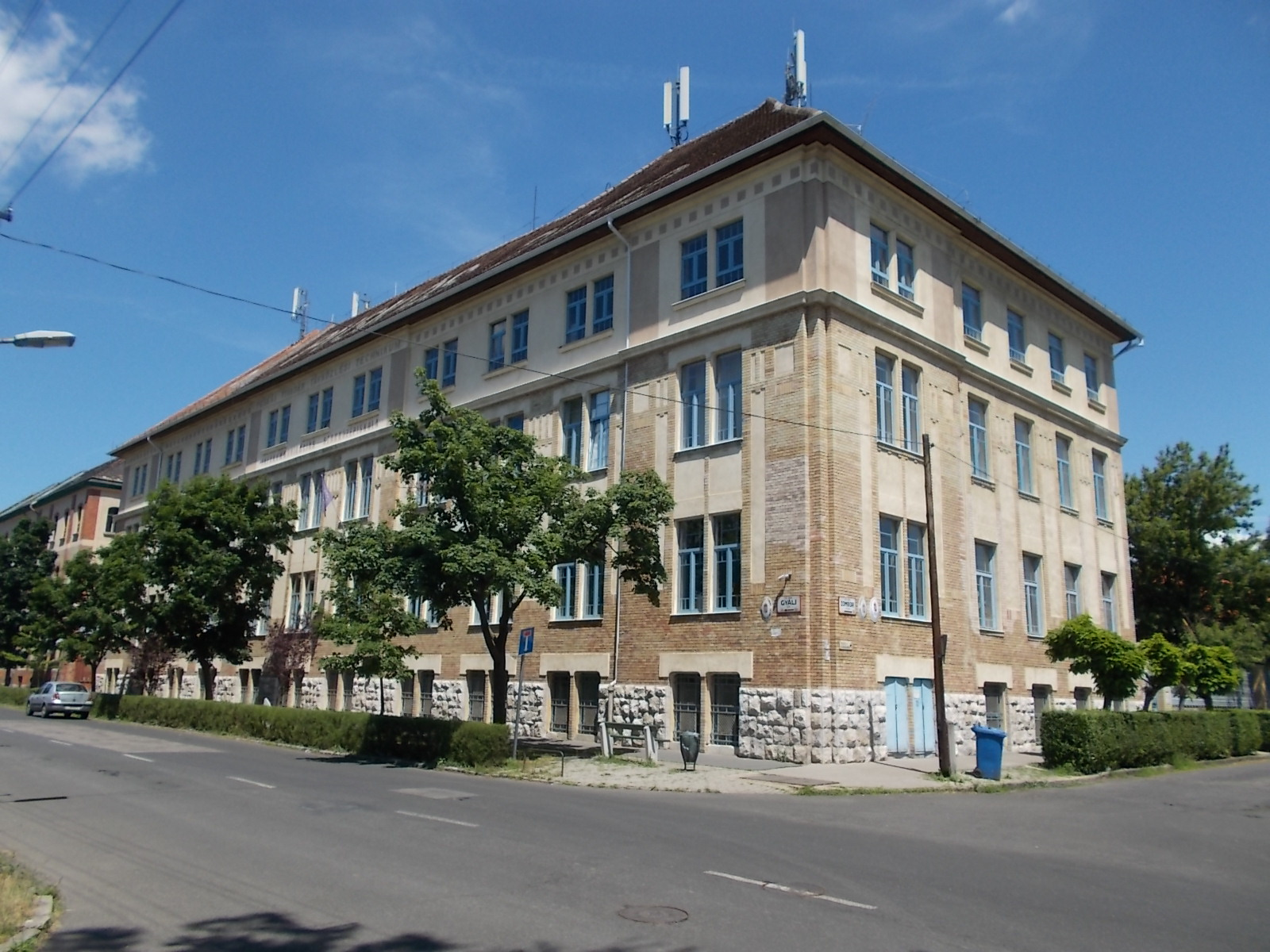
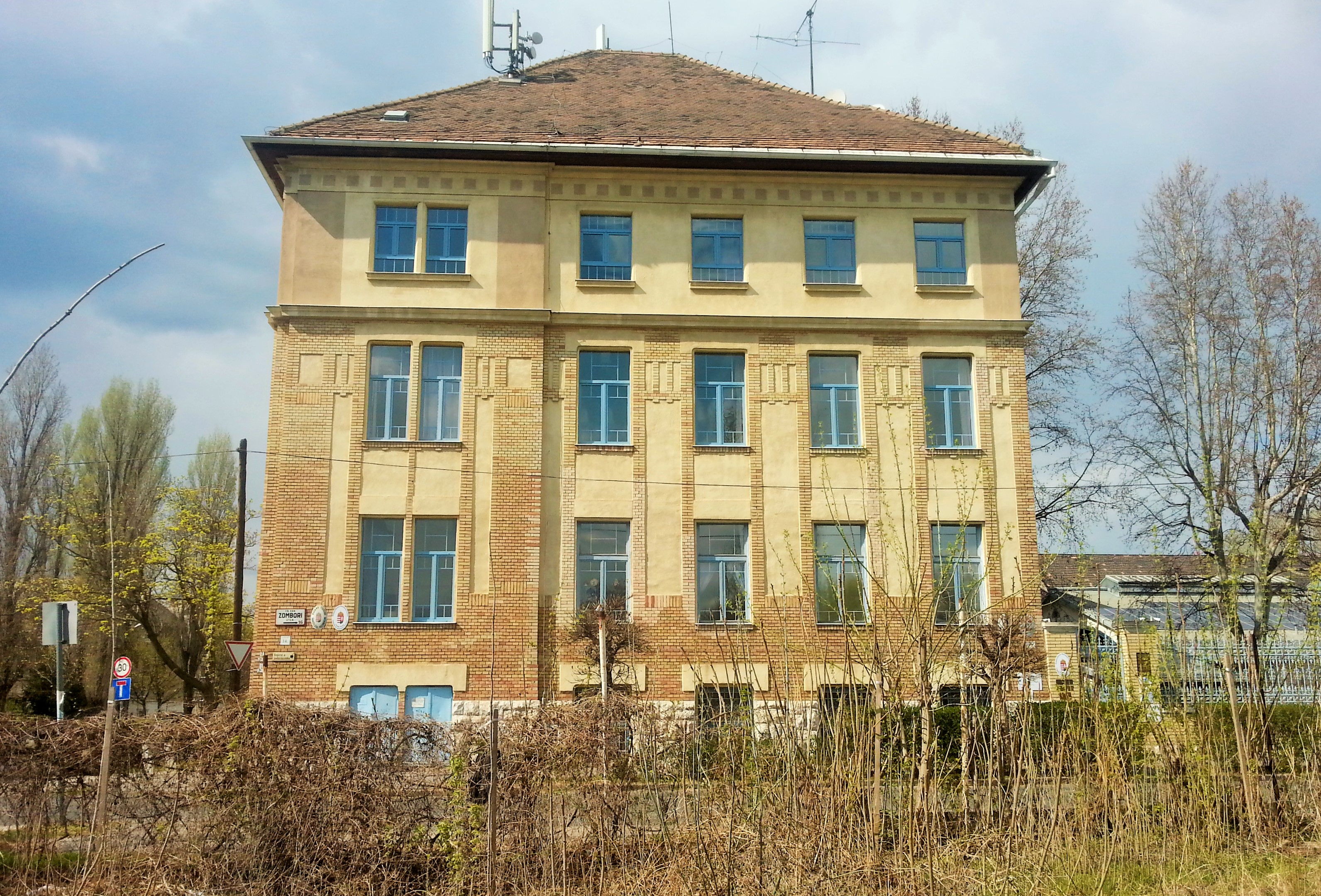
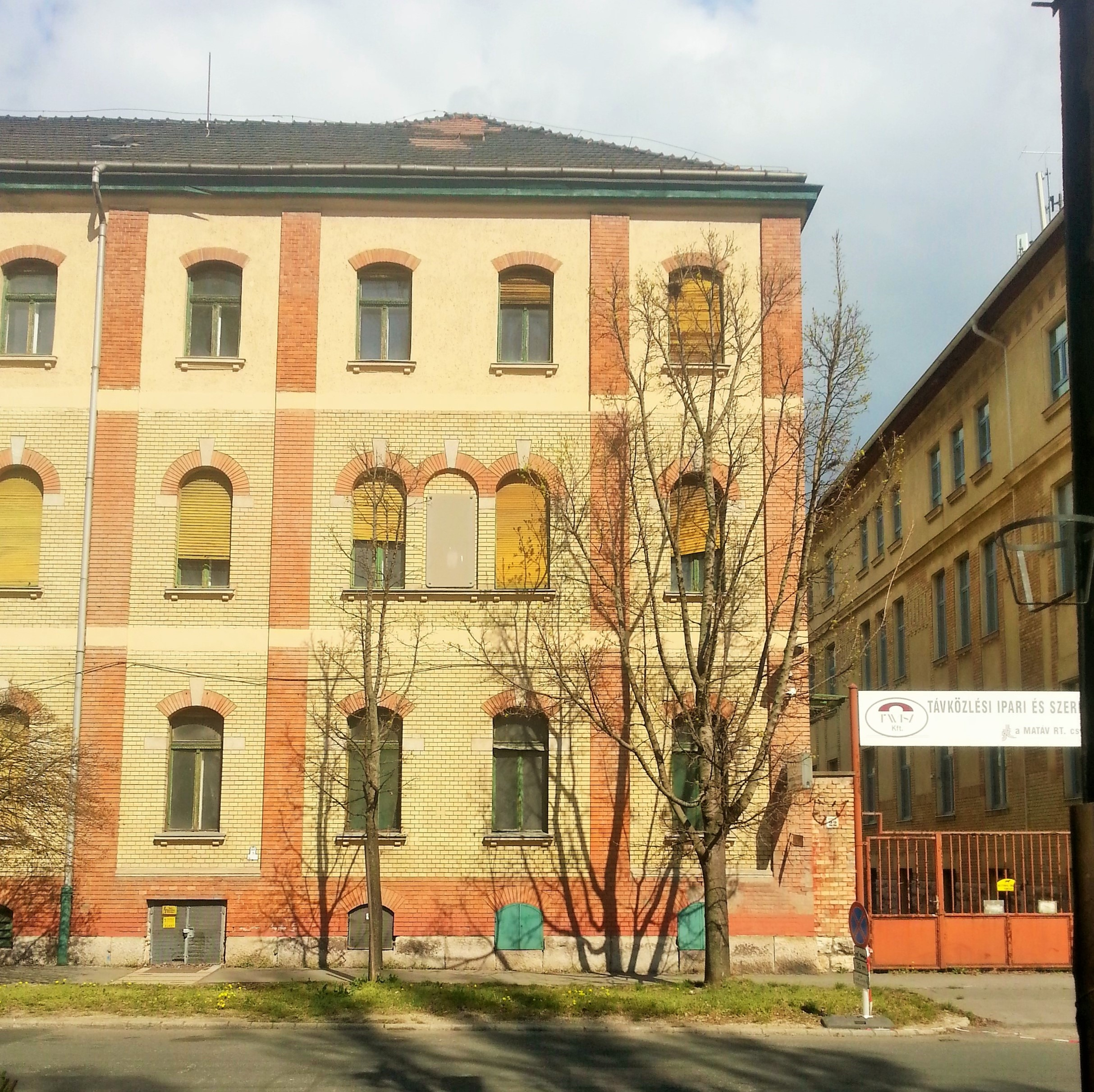
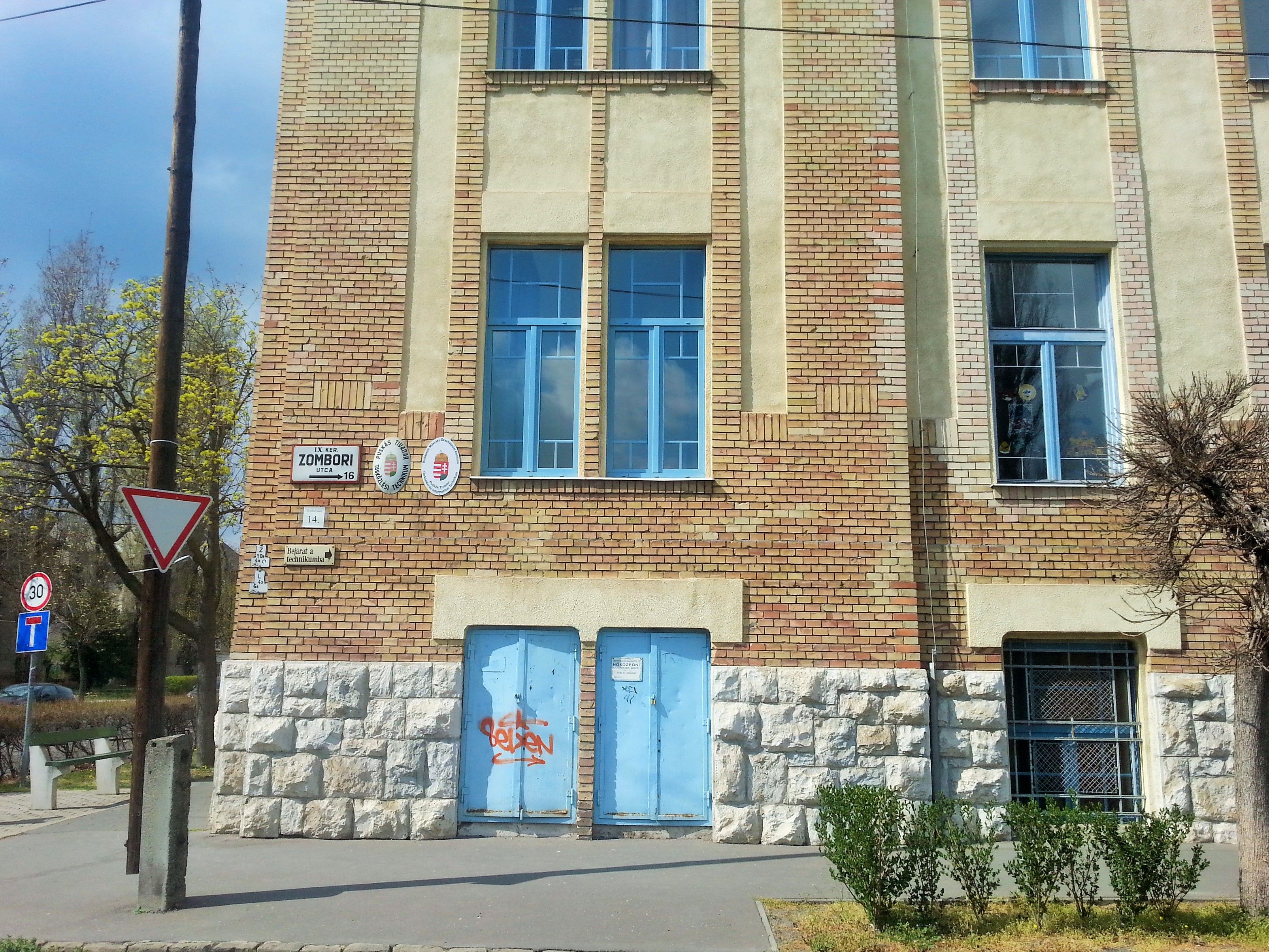
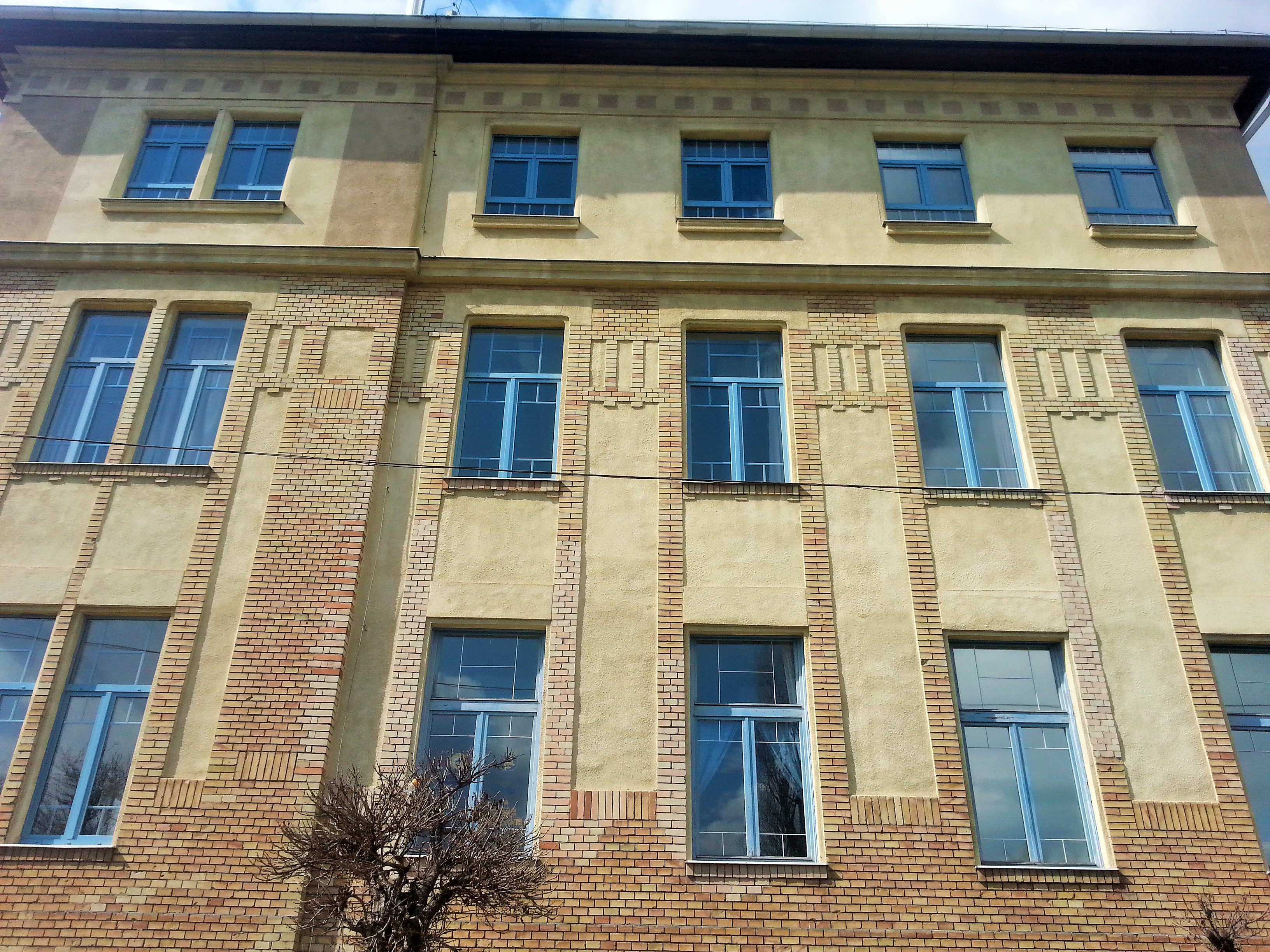
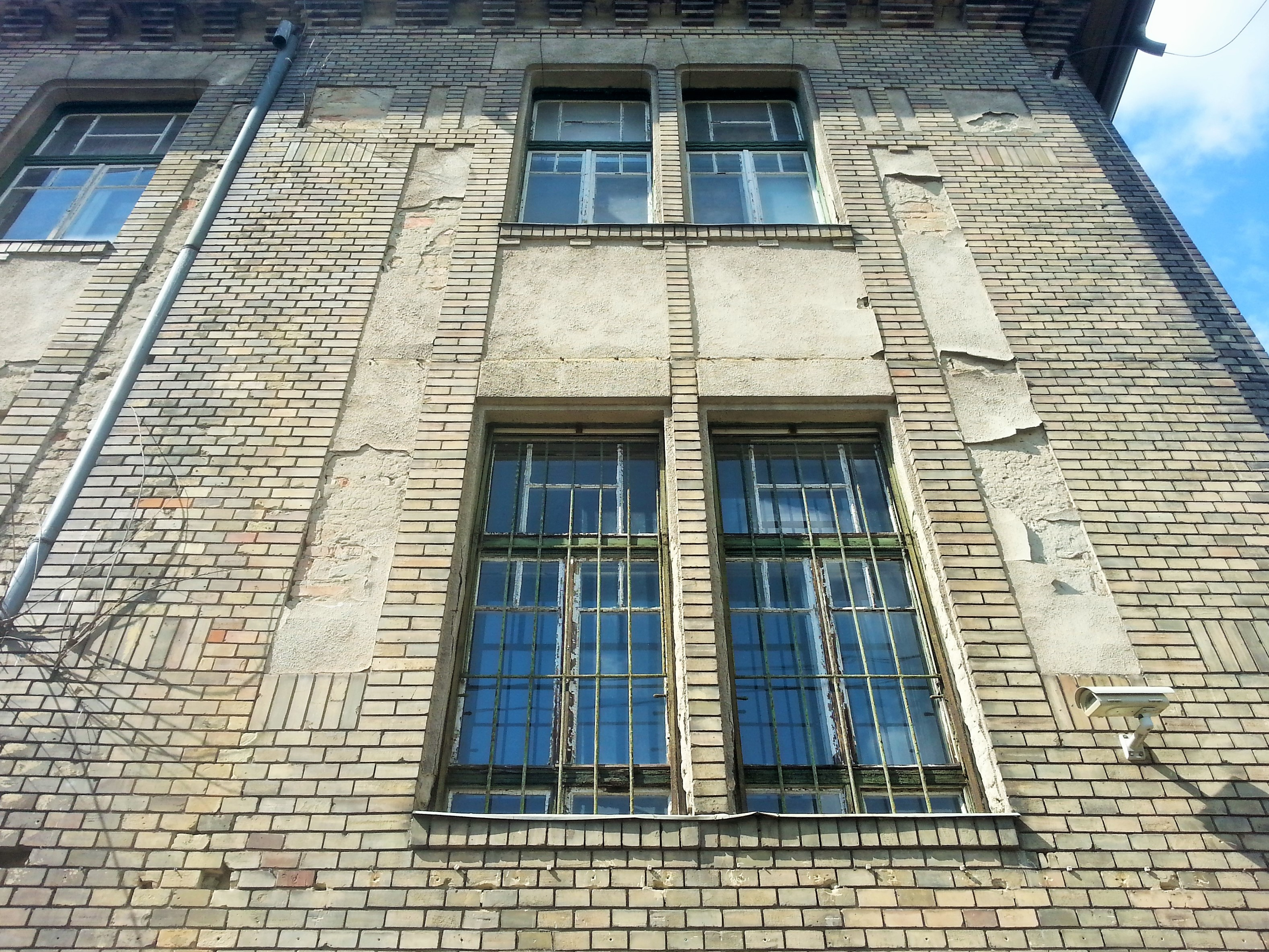
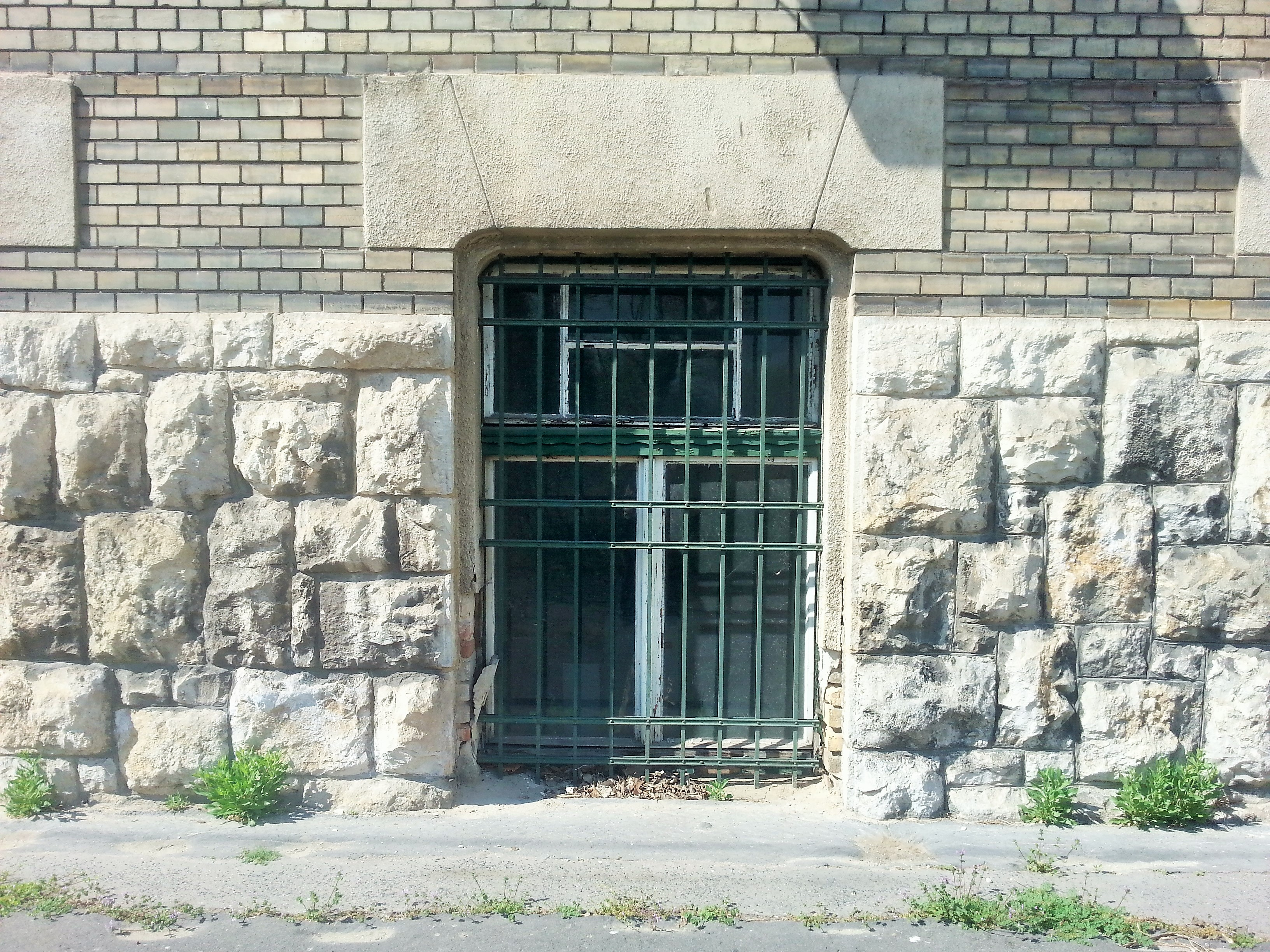
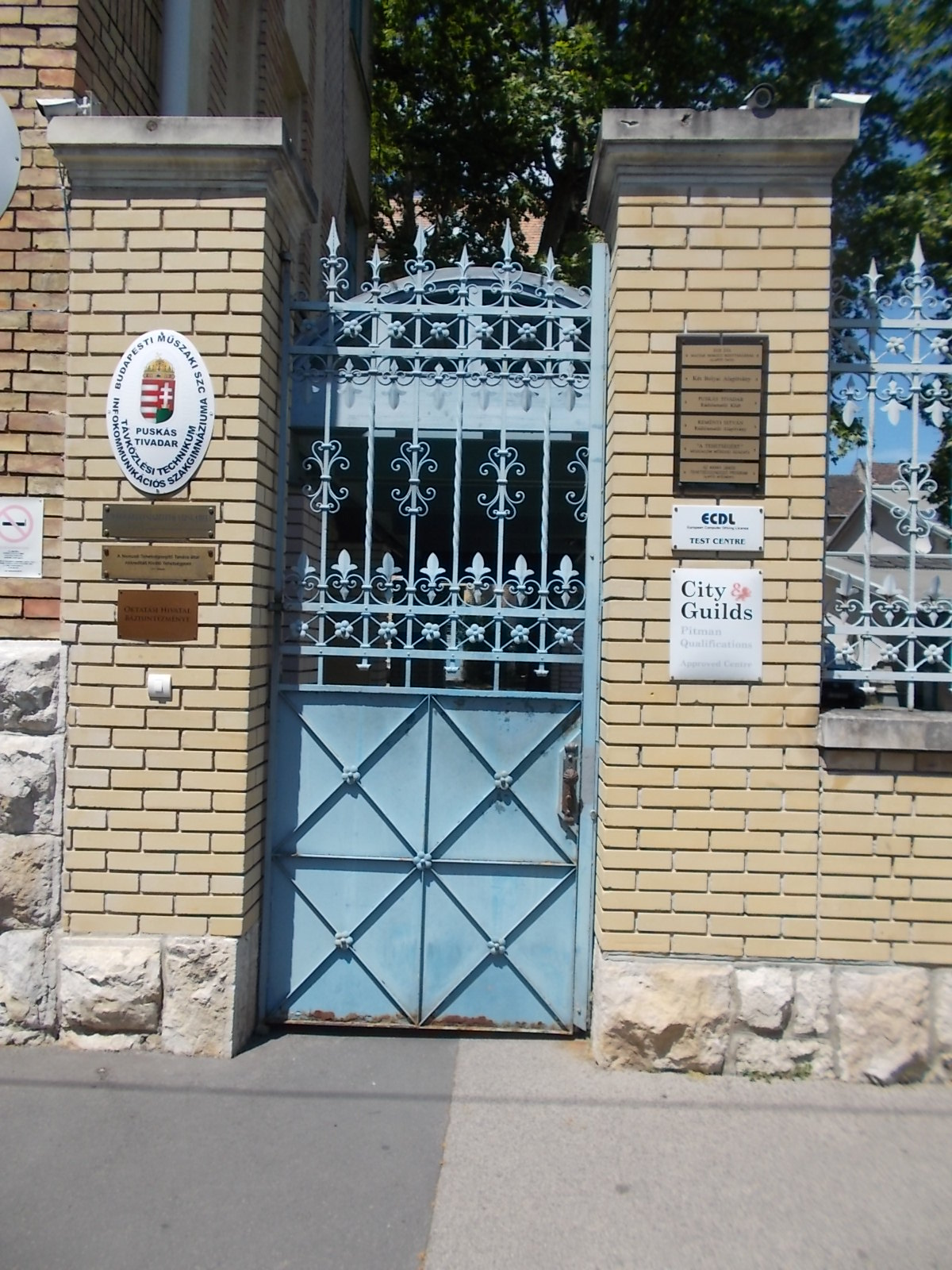
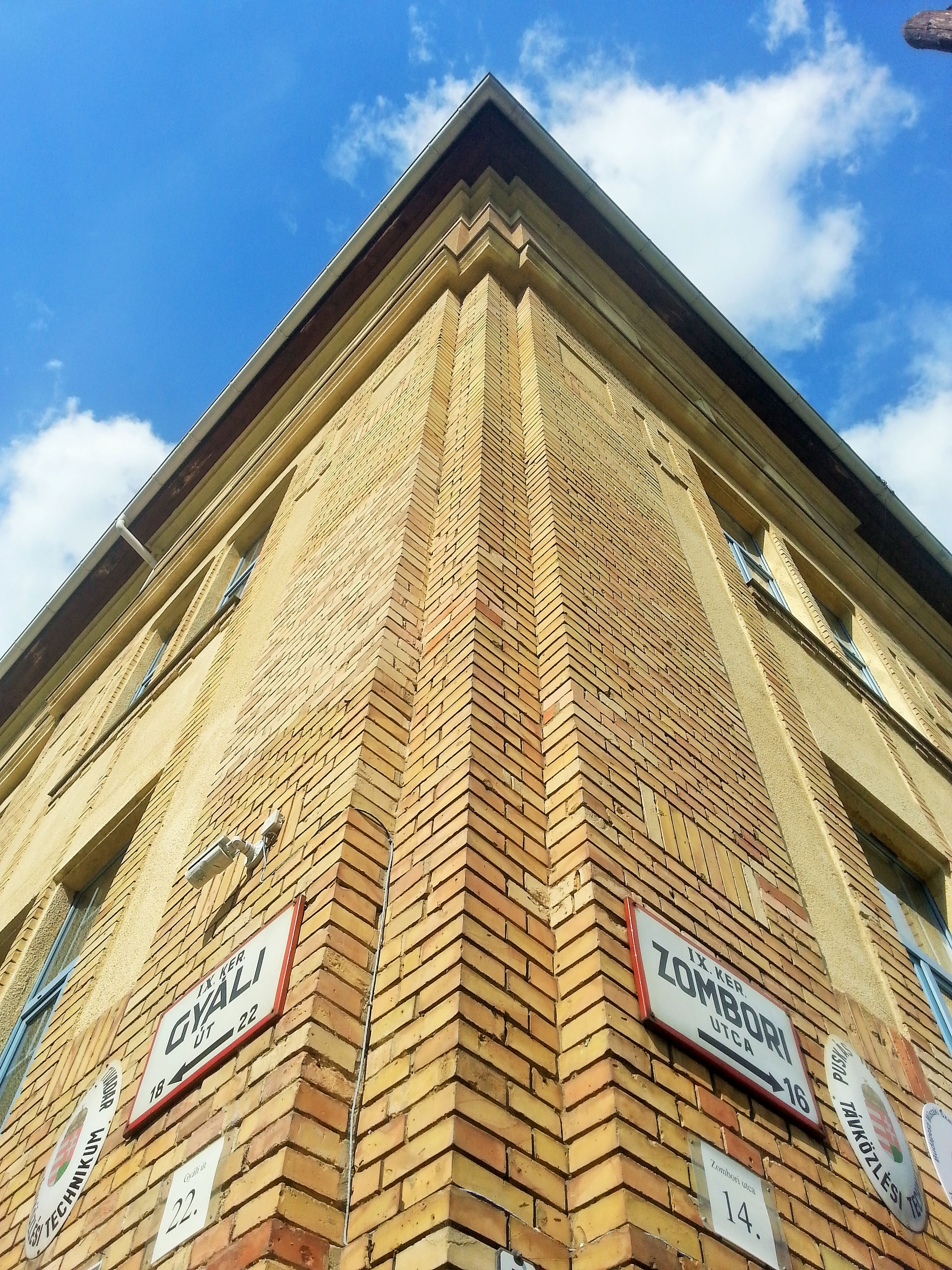
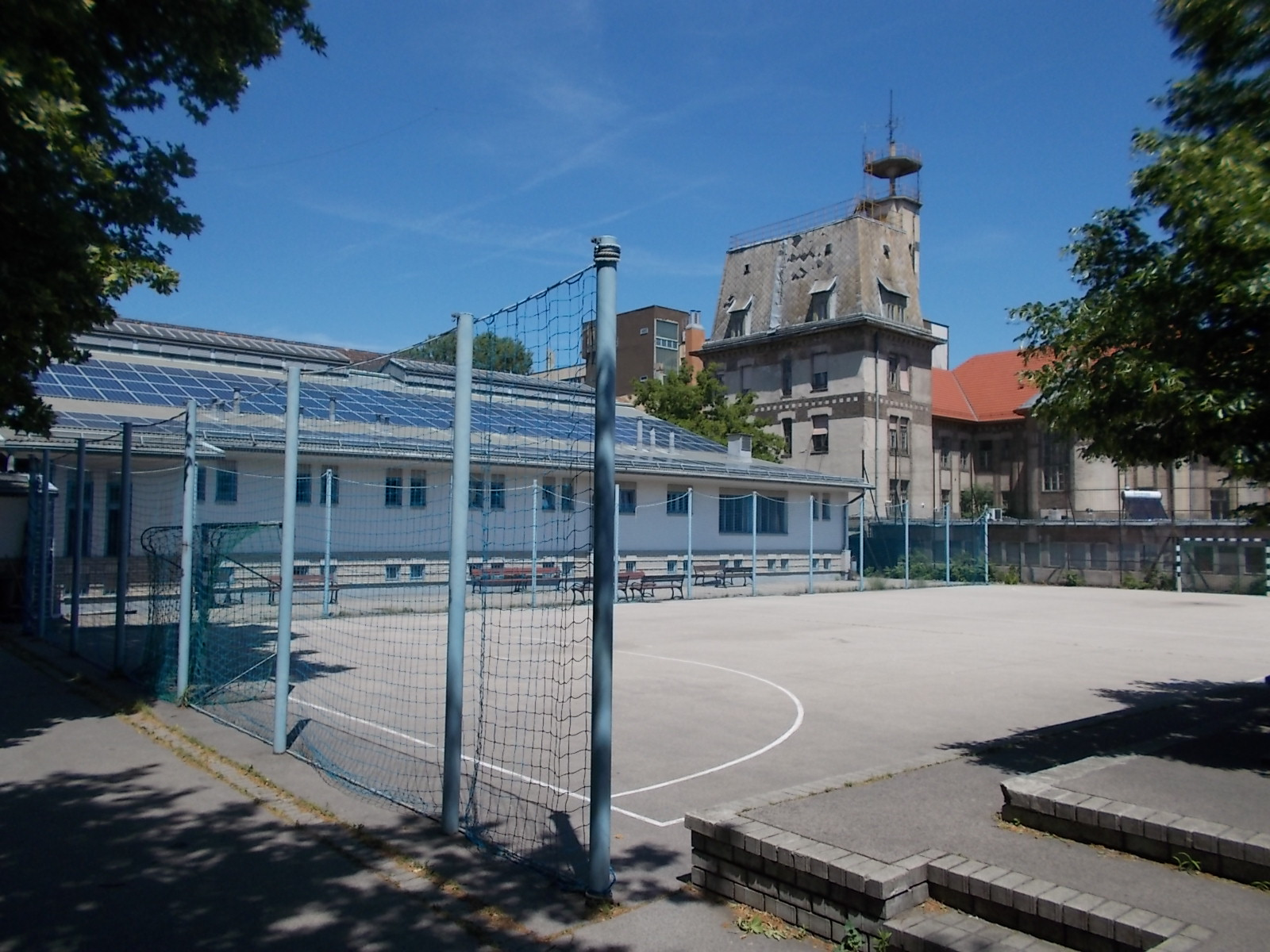